# Tom & Jerry – Mit Vollgas um die Welt
Der Film Tom & Jerry – Mit Vollgas um die Welt ist ein Zeichentrickfilm aus dem Jahr 2005. Regie führte Bill Kopp. Der Film zählt zu den neueren Filmen von Tom & Jerry. Vorgänger sind z. B. Tom & Jerry – Der Film.

## Handlung
Tom und Jerry jagen sich mal wieder wie üblich. Versehentlich kommt Tom bei der Jagd an der Hütte des Hundes Spike vorbei. Ohne, dass Tom es bemerkt, flog er mit dem Flugzeug (wo Jerry unfreiwillig drin saß) an das Eichhörnchen ran, dass die Eicheln fallen ließ. Diese landeten auf Spike's Kopf und natürlich hatte er gleich Tom in Verdacht. Er schnappte sich Tom und verkloppte ihn. Als das Frauchen von Tom nach Hause kommt, muss es wohl oder übel feststellen, dass ihr Haus zusammenbricht. Tom und Jerry werden unter diesen Bedingungen rausgeschmissen und landen vor einem Fernseher. Dort erblicken sie eine Show, in der es eine Villa zu gewinnen gibt. Dafür muss man nur an einem Rennen teilnehmen. Der Kater ist begeistert davon und Jerry gleich mit, weil er neben ihm saß. Dann haben beide so ihre Vorstellungen, was wohl passieren würde, wenn einer von ihnen diese Villa hätte. So beschlossen sie, an dem Rennen teilzunehmen und bauten sich auf dem Schrottplatz jeweils ein Auto zusammen. So baut Tom sich ein Auto, das wie ein Schrottauto aussieht, aber trotzdem funktioniert, während Jerry sich einen schicken Sportwagen in Mäusegröße baut. 
Mit eigenem Auto, rasen die beiden in die Globwobbler Studios, wo sie schließlich den Chef des Studios antreffen, der aufgrund von Quotendruck nach neuen Highlights sucht. Als die beiden durch das Fenster krachen, ist der Chef und sein Assistent sehr amüsiert, dass die beiden beim Rennen mitmachen wollen, bis der oberste Chef von Hollywood auftaucht und die beiden beim Rennen sehen möchte. Als das Rennen losgeht, werden die Rennfahrer bekannt gegeben. Diese sind Grammy, Soccer Mum, Steed Dirkly, Gorthan, Tom und Jerry. An der Startlinie angekommen, sind alle Fahrer drauf und dran, den Preis zu gewinnen und rasen los. Damit die Rennfahrer ihre eingebauten Spezialfähigkeiten der Autos auch benutzen können, gibt es als erstes Hindernis einen Verkehrsstau. Steed Dirkly betätigt daraufhin einen Schalter, der die Räder des Auto vergrößern und somit die anderen Autos umfährt, während er sich selbst im Fahrerspiegel betrachtet. Tom benutzt ein Einrad am Auto, Soccer Mum muss durch den Stau fahren und Jerry kommt natürlich so durch. Nachdem sich jeder Rennfahrer auf seine Weise aus dem Stau befreien konnte, fahren alle einen Berg hinauf und versuchen, sich gegenseitig zu stoppen. Dabei holt Tom mit einer Angel, wo ein Magnet dran befestigt ist, nach Jerry aus, um ihn zu fangen. Jerry spritzt ihm jedoch Öl ins Gesicht, sodass Tom die Kontrolle verliert und schließlich von einer Stinkbombe von Gorthan aufgehalten wird und erschöpft aus dem Auto steigt. Während alle Rennfahrer sich gegenseitig behindern, sieht der Studiochef jedoch, dass die Quoten wegen Tom rasant gestiegen sind und verlängert kurzerhand das Rennen in den Amazonas. Während Soccer Mum das Ziel nicht erreicht, weil ihr Auto im Treibsand versunken ist, da ein fieser Trick von Tom sie in die falsche Richtung führte, der jedoch allen Rennfahrern bestimmt war, erreichen alle anderen Rennfahrer das Ziel. Beim Ziel im Amazonas angekommen, plant der Studiochef die Route noch länger bis zur Antarktis zu verschieben. 
Auf dem Weg in die kalte Landschaft, fallen mehrere Rennfahrer aus dem Rennen durch verschiedenste Umstände, u. a. Gorthan, der mit seiner Zunge an einer eiskalten Stange feststeckt, nachdem die Moderatoren angeblich behaupteten, dies sei möglich und Gorthan es anfangs erwiderte. Nachdem Tom und Jerry auch am Ziel ankommen, wird Tom von Grammys Hund gebissen, woraufhin Tom einen Wal herbeipfiff und den Hund in den Wal warf, woraufhin auch Grammy samt Auto in den Wal fährt, und damit vorerst aus dem Rennen fiel. Selbstsicher bekämpfen sich Tom und Jerry über die Eisfläche, bis Tom durch eine Schneelawine eingefroren wird und schließlich im Meer landet, wo er aber wieder auftaut. Tom sieht Jerry und versucht ihn einzufangen, wird jedoch von gefräßigen Haien verfolgt. Jerry entkommt, und während Tom es schafft, sich von den Haien zu befreien, rast er kurzerhand in einen Fels und wird von einem Anker platt gemacht. Daraufhin brechen die Quoten dramatisch ein, weil Tom weg ist, und der Assistent wird panisch und berichtet diese Nachricht dem Studiochef. Um die Quoten wieder anzukurbeln, veranlasst der Studiochef, dass Tom wieder zum Rennen gebracht werden soll und verlängert das Rennen nach Australien. 
Angekommen in Australien, springt Grammy aus dem Wal, während der Assistent Tom wiederbelebt. Wieder im Rennen, rast Tom weiter und an einem Erdspalt angekommen versucht er, diesen zu entzweien. Doch die noch übrigen Rennfahrer lassen sich Tricks einfallen, wie sie darüber kommen und schaffen es auch, wobei Grammy und ihr Hund jedoch auf eins unglücklichen Sprung ohne Fallschirm endgültig aus dem Rennen fallen. In Borneo angekommen, fallen beide, Jerry und Tom, auf den Boden samt Auto, um zu erfahren, dass sie nicht nur die letzten Fahrer sind, sondern auch, dass das Rennen in Hollywood enden wird. Umgerüstet sausen beide mit nuklear angetriebenen Raketen an ihren Gefährten durch die Lüfte und jagen sich gegenseitig. Dabei rasen sie durch Asien, durch Europa und USA und zerstören einige kulturelle Sehenswürdigkeiten wie das Taj Mahal, den Mount Everest, die Chinesische Mauer, das Kolosseum, falten den Eiffelturm zu einer Brezel und reißen den Big Ben mit. 
Auf der Zielgeraden gehen ihre Gefährte kaputt, und nun geht es im Schneckentempo voran, während die Gefährte nach und nach auseinanderfallen. Im Ziel endlich angekommen, kommt die Meldung, dass es ein Unentschieden ist und der Studiochef das nicht toleriert, da einer gewinnen sollte. Wütend greifen beide den Studiochef an, während der Assistent nur ratlos danebensteht. Tom und Jerry schnappen sich den Schlüssel. Danach erscheint dem Assistenten der Chef von Hollywood und befördert ihn und verwandelt den alten Studiochef zu Asche. In der Villa angekommen, überrascht Tom sein Frauchen mit dem neuen Heim, als diese Tom auf die Maus im Haus hinwies. In Katzenmanier jagt Tom erneut Jerry, nur um die Villa ebenfalls zu zerstören.

## Rezeption
Das Lexikon des internationalen Films urteilte: „Relativ lustlos erdachtes und animiertes Comic-Abenteuer.“